# James Dobson
James Clayton Dobson, Jr., född 21 april 1936 i Shreveport, Louisiana, är en amerikansk evangelikal kristen författare och psykolog. 1977 grundade Dobson Focus on the Family (FOTF), som han ledde fram till 2003. Han har beskrivits som en av de mest inflytelserika ledarna inom den amerikanska evangelikala rörelsen.

## Biografi
Dobson avlade examen från University of Southern California 1967. Han var sedan verksam vid University of Southern California School of Medicine och vid Children's Hospital of Los Angeles.
Dobson förespråkar en värdekonservativ syn på äktenskap och är stark motståndare till homosexualitet, samkönade äktenskap och abort. Han förespråkar i sin bok Dare to Discipline barnaga. 1977 grundade Dobson Focus on the Family. Han grundade fyra år senare Family Research Council. Den organisationen klassades 2010 av Southern Poverty Law Center (SPLC) som en anti-homosexuell hatgrupp, vilket ledde till viss kritik mot SPLC.
För Focus on the Family gjorde Dobson en känd intervju med seriemördaren Ted Bundy. Intervjun filmades dagen före Bundys avrättning 1989. I intervjun uttryckte Bundy hur våldspornografi format hans fantasier.
Dobson slutade 2003 som chef för Focus on the Family och lämnade dess styrelse 2009. Därefter grundade han Family Talk och startade året efter radioprogrammet Family Talk with Dr. James Dobson.